# کگاله هیل
کگاله هیل (به لاتین: Kgale Hill) یک تپه و پارک در بوتسوانا است که در ناحیه جنوب شرقی (بوتسوانا) واقع شده‌است. کگاله هیل ۱٬۲۸۷ متر بالاتر از سطح دریا واقع شده‌است.